# Carles l'Infant
Carles l'Infant (llatí Karolus pudir, segons els Annales Bertiniani (Annals de Saint-Bertin; Frankfurt del Main 847/848 - Buzançais) 29 de setembre del 866) fou rei d'Aquitània del 15 d'octubre de 855 a la seva mort el 866. Era el segon fill de Carles II el Calb, que també fou rei d'Aquitània efímerament el 833, del 839 al 845, del 848 al 855 (les dues vegades en disputa amb Pipí II d'Aquitània), i de fet del 864 al 865.

## Regnat
El 855 a petició de la noblesa revoltada, el seu pare va acceptar el nomenament del seu fill Carles d'uns 8 anys com a rei d'Aquitània sent coronat a Llemotges l'octubre del mateix any. Pipí II d'Aquitània va utilitzar llavors mercenaris normands que van remuntar el Loira, però foren rebutjats per les forces de Carles l'Infant (no és conegut com a Carles d'Aquitània per confusió amb Carles el germà de Pipí que és conegut amb aquest nom) a la rodalia de Poitiers i només uns 300 normand es van escapar de la matança i van poder tornar als seus vaixells.
Però la continuació del regnat de Carles l'Infant no fou tan afortunat. Aviat la seva joventut i manca d'experiència li va fer cometre errors que el van distanciar dels nobles. Militarment no era capaç d'aturar els atacs normands i la noblesa es va tornar a girar cap a Pipí, però amb poca convicció. La noblesa de fet jugava amb això, i no s'entregava del tot i per sempre ni a Carles el Calb, ni a Carles l'Infant, ni a Pipí II i gaudien així d'una independència de fet; volien esdevenir oficialment senyors hereditaris, cosa que ja eren en la pràctica i la causa principal del seu malestar eren els atacs normands contra els quals els calia la protecció d'un poder més fort.
Aliats els nobles aquitans a senyors francesos descontents, van enviar diputats a Alemanya per demanar a Lluís el Germànic d'anar a França i Aquitània per lliurar als dos pobles de la dominació de Carles el Calb. Aquest se'n va assabentar i per por de perdre el tron va fer diversos passos per guanyar el favor del poble (dels nobles) i el 7 de juliol del 856 va tenir una assemblea a Quierzy on es van reunir els senyors seculars i eclesiàstics (7 de juliol); en aquesta assemblea Rodolf, germà de l'emperadriu Judit de Baviera i, per tant, oncle de Carles el Calb, va fer propostes d'arranjament en nom dels malcontents. Carles el Calb va acceptar ràpidament i les va compilar en forma d'edicte, sent publicades a França i Aquitània, prometent rectificar tots els defectes del seu govern i satisfer tots els greuges que es presentessin contra ell, i dictava un perdó general als que abandonessin el partit de Pipí II, convocant a la noblesa per una nova dieta a Verberie pel 26 de juliol, on esperava que la major part dels senyors rebels, amb les promeses rebudes, es presentarien i se sotmetrien; però es va equivocar i quasi cap hi va voler anar (esperant a Lluís el Germànic que estava en campanya contra els eslaus). Carles va convocar una nova assemblea a Baisieu però els malcontents persistien en el seu desafiament i van refusar anar-hi, ja que esperaven al rei de Germània i no volien acordar res sense la seva participació. Això va alarmar a Carles que veia com la noblesa es podia abocar als braços del seu germanastre si aquest arribava, i va decidir guanyar als nobles a qualsevol preu, convocant una nova dieta a Neaufle (Neaufles-Saint-Martin) l'1 de setembre, i aquest cop i van anar una part dels malcontents però van al·legar no poder fer cap acord per manca de molts altres; però finalment, veient que el rei Lluís el Germànic no es presentava a causa de la guerra que sostenia contra els eslaus, van acabar anant a una nova dieta a Chartres l'11 d'octubre, i es va acordar la pau. Llavors els nobles aquitans que amb més o menys convicció defensaven a Pipí el van abandonar per sotmetre's a Carles el Calb demanant altre cop la corona pel seu fill Carles l'Infant. Concedit això (14 d'octubre del 856) van tornar amb aquest príncep a Aquitània.
Havia passat un any quan molts nobles aquitans, que en realitat a qui volien era a Lluís el Germànic, es van aliar altre cop a nobles francesos contra Carles el Calb. Llavors va esclatar la revolta a Aquitània i els nobles es van declarar de moment per Pipí II que d'estar aïllat i quasi amagat, va tornar a tenir un partit al seu costat. Pipí no confiava en els magnats del país i havia buscat el suport dels normands, als que va utilitzar per assolar principalment el Poitou el 857. Poitiers fou saquejada. Ranulf I de Poitou era un dels nobles que romania lleial a Carles l'Infant, mentre que al bàndol de Pipí destacava Bernat d'Alvèrnia.
Els normands havien establert una base a l'illa d'Oisel, a la desembocadura del Sena. Carles el Calb va reunir un gran nombre de vaixells per expulsar-los d'aquesta posició clau a l'estiu del 858 i els va assetjar (juliol). El seu fill Carles l'Infant se li va unir amb les tropes d'Aquitània. Al seu darrere arribava Pipí II que havia rebut propostes de pau de Carles el Calb i anava a signar la pau. L'acord fou finalment signat i establia que Pipí perdria un nombre de comtats i abadies; cap historiador contemporani explica en detall quins territoris va perdre i si va conservar (o més aviat recuperar) el títol de rei als països que li foren reconeguts. Fos com fos la pau fou de curta durada (un any).
Carles fou expulsat de França al novembre del 858 pel seu germanastre Lluís el Germànic, però va recuperar el poder el 859. A l'estiu o la tardor del 859, Carles el Calb, veient que ja no tenia res a témer de Lluís el Germànic, va trencar la pau i va reprendre les hostilitats contra Pipí II d'Aquitània. Els nobles van abandonar una vegada més a Pipí i es va haver de refugiar amb els bretons amb la protecció d'alguns senyors de Nèustria que romanien rebels a Carles. Carles l'Infant tornava a ser reconegut tot i que la seva autoritat era nominal (tenia llavors uns 12 anys).
El 862 Pipí va formar aliança amb Lluís, fill de Carles el Calb (el futur Lluís II de França) que es va revoltar contra el seu pare. Carles l'Infant que tenia 15 anys, es va casar amb la vídua del comte Humbert contra la voluntat del seu pare i sota consell d'alguns cortesans entre els quals podria estar Esteve d'Alvèrnia i Egfrid o Acfred (després comte de Bourges). La seva negativa a obeir al pare el posava al costat del seu germà rebel, Lluís, que es va aliar també dels bretons, però fou derrotat al cap de poc per Robert el Fort i va haver de fugir i quedar sotmès a la clemència del seu pare. Carles el Calb va voler tornar a l'obediència al seu fill Carles i el va cridar a una conferència a Mehun-sur-Loire (o Meung-sur-loire) el maig del 862 a la que va estar present també la reina Ermentruda (la mare de Carles), on li va prometre el perdó i li va donar seguretat pel futur si en endavant feia cas dels seus consells, però aquestes ofertes no foren escoltades per Carles, que va tornar al seu regne poc disposat a respectar la submissió que nominalment va haver de fer, i les relacions es van anar enverinant.
La pau de Carles el Calb amb els bretons el va deixar lliure. L'octubre del 863 el rei de França va celebrar una dieta a Verberie on es va decidir sotmetre a Carles l'Infant que tenia el suport de la major part dels senyors del país, reunint totes les forces possibles. Marxa d'Auxerre (2 de desembre de 863) cap a Nevers amb la intenció de passar el riu Loira per anar a buscar el seu fill a Bourges, on tenia la seva capital. Carles llavors, per temor a la colera del pare, no el va deixar passar el Loira i va córrer a trobar-lo amb els grans del regne i sotmetre's implorant la seva clemència a Nevers, en terres que eren domini familiar d'Esteve d'Alvèrnia. Carles el va perdonar després d'un nou jurament de fidelitat que també van haver de fer tots els senyors aquitans del seu seguici. Llavors li va ordenar restar al costat seu i de fet el regne d'Aquitània va quedar dissolt de fet sota l'autoritat efectiva de Carles el Calb, encara que sobre el paper Carles l'Infant restava nominal rei d'Aquitània.
Després de l'assemblea general de Ver (Verneuil-sur-Oise) el maig del 865, a petició dels grans i dels bisbes, Carles el Calb va enviar altre cop a Carles l'Infant a regnar a Bourges com a rei d'Aquitània. Carles s'havia ferit durant una cacera quan va voler provar el valor de dos dels seus vassalls, Alboí i Bettó; tornaven de nit i Carles es va amagar i quan va veure venir a Alboí va fingir un atac per veure com reaccionava, però Alboí que no sabia qui era li va donar un cop amb l'espasa al cap i el va fer caure del cavall i el va ferir; encara li va donar més cops fins que es va adonar de qui era i llavors va fugir. La recuperació de la ferida fou molt lenta, ja que era força greu. Sense recuperar del tot va marxar a Aquitània; allí els aquitans van detrotar als normands establerts a la regió de Charente. La ferida de Carles no s'acabava de curar i finalment el 29 de desembre del 866 va morir per aquesta causa. El seu germà Carloman es va ocupar dels funerals i el va fer enterrar a l'abadia de Sant Sulpici de Bourges. No va deixar fills.